# Museo de Prehistoria de Valencia
El Museo de Prehistoria de Valencia, de nombre oficial Museu de Prehistòria de València, es un museo ubicado en la calle Corona número 36 de la ciudad de Valencia (España). 
En el museo se exponen materiales arqueológicos que cubren desde el período paleolítico hasta época visigoda. Ocupa desde 1982 una parte de la antigua Casa de la Beneficencia, edificio construido en 1841 del que destaca la iglesia, de estilo bizantino en 1881.
En el año 1995 se inaugura la restauración completa del edificio, llevada a cabo por el arquitecto Rafael Rivera. La Casa de la Beneficencia, actual Museo de Prehistoria consta de planta baja y dos pisos dispuestos en torno a cinco patios. En la planta baja se encuentran la tienda, la cafetería, dos Salas de Exposiciones Temporales, Talleres Didácticos, Almacenes y Laboratorios de Restauración y Fauna Cuaternaria, así como los despachos y dependencias del Servicio de Investigación Prehistórica, mientras que la iglesia se convierte en salón de actos. En la primera planta se encuentran la biblioteca y las Salas Permanentes dedicadas al Paleolítico, Neolítico y Edad del Bronce. En la segunda planta las salas permanentes dedicadas a la cultura ibérica y al mundo romano.

## El Servicio de Investigación Prehistórica

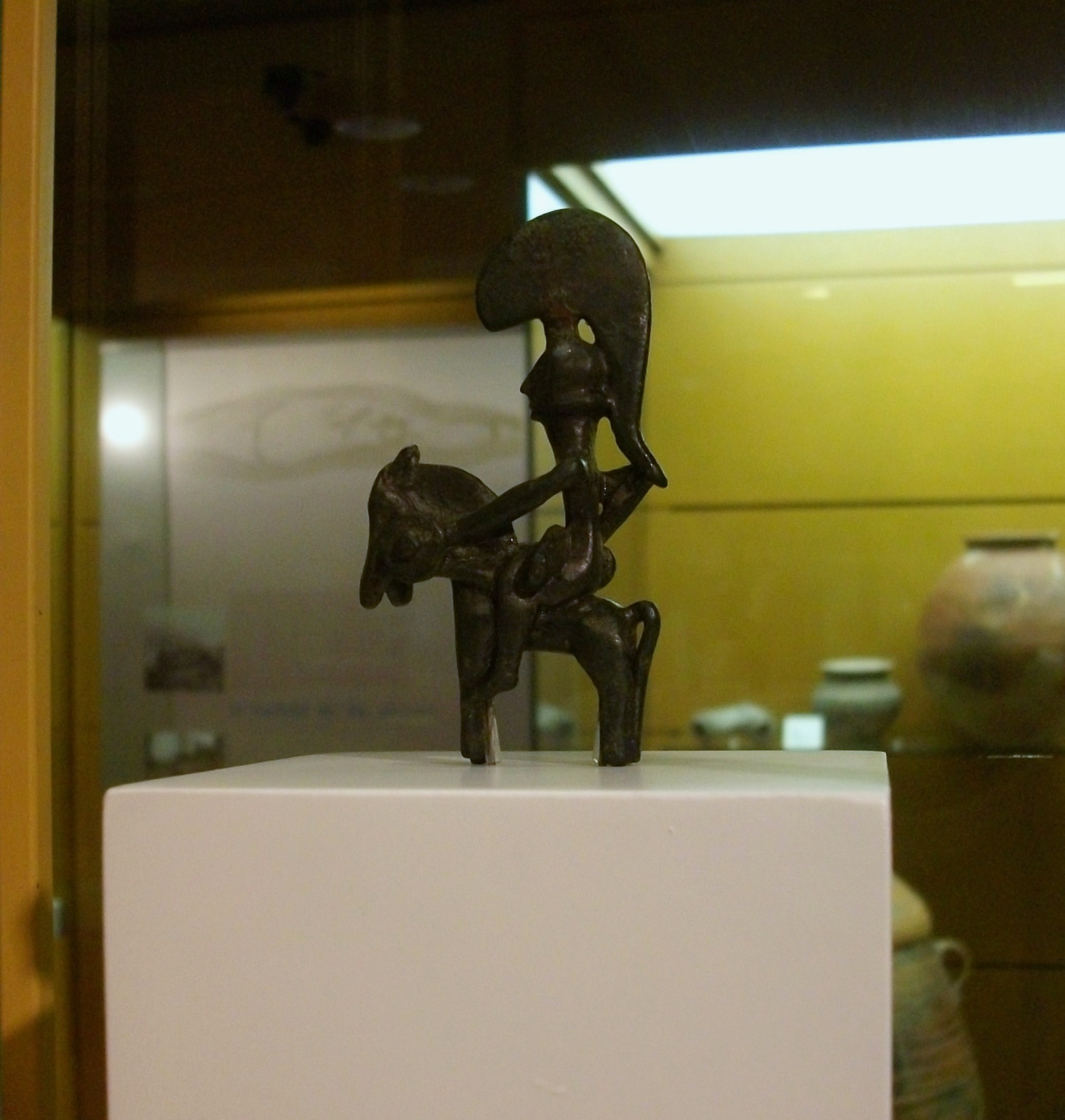
El Guerrero de Mogente, obra ibérica albergada en el Museo de Prehistoria de Valencia.

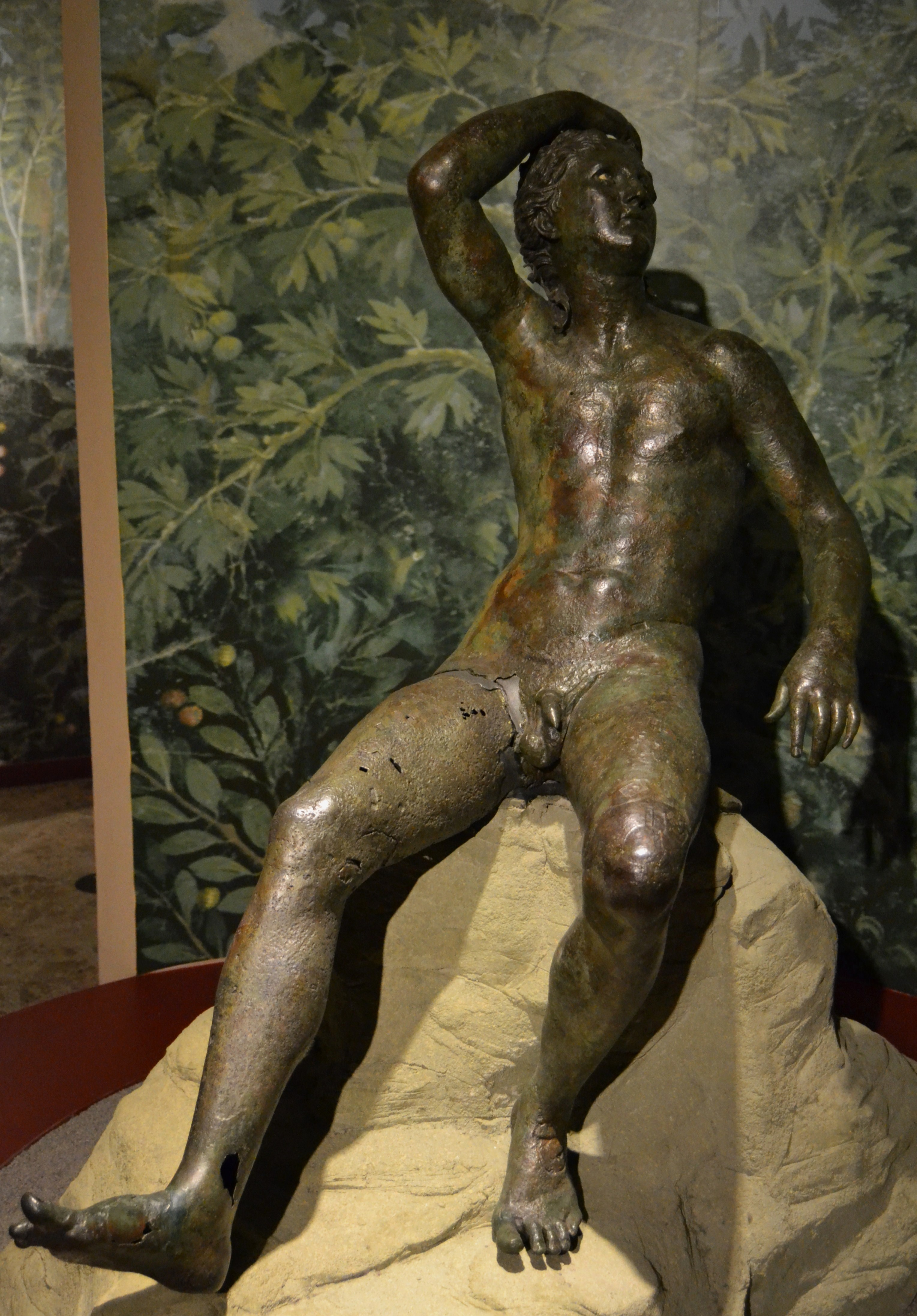
El Apolo de Pinedo, escultura romana conservada en el Museo de Prehistoria de Valencia.

El Servicio de Investigación Prehistórica de la Diputación de Valencia y su Museo de Prehistoria son fundados en el año 1927 a instancias de Isidro Ballester Tormo como una institución científica dedicada a investigar, conservar y difundir el patrimonio arqueológico valenciano. En él han trabajado algunos de los más notables arqueólogos de España: Lluís Pericot, Domingo Fletcher o Enrique Pla, que dirigieron el SIP, o Miquel Tarradell, Milagro Gil-Mascarell o Carmen Aranegui, que colaboraron estrechamente con este servicio. Desde sus inicios, el SIP desarrolla una intensa labor de campo en yacimientos arqueológicos como la Bastida de les Alcusses de Mogente, la Cova Negra de Játiva, la cueva del Parpalló de Gandía o el Tossal de Sant Miquel de Liria. Los materiales obtenidos a partir de estas excavaciones pronto constituyeron unos fondos cuyo valor científico y patrimonial convierten al SIP y a su Museo en uno de los más importantes de España.
En la actualidad, los proyectos de investigación abarcan todas las etapas de la prehistoria y la Antigüedad valencianas, con importantes actuaciones como la desarrollada en la cueva de Bolomor en Tabernes de Valldigna, donde han aparecido los restos humanos más antiguos de tierras valencianas. También se realizan excavaciones en los yacimientos eneolíticos de Fuente Flores y Cinto Mariano (Requena), en el poblado de la Edad del Bronce de la Lloma de Betxí (Paterna) en los poblados ibéricos de la Bastida de les Alcuses y Los Villares (Caudete de las Fuentes), así como en la ciudad ibero-romana de la Carencia de (Turís).

## Labiblioteca del Servicio de Investigación Prehistórica
La biblioteca del SIP se creó de forma paralela al Museo de Prehistoria de Valencia en 1927. Se trata de una biblioteca especializada que inició su fondo bibliográfico con dotaciones y compras. Durante la formación de la biblioteca, las adquisiciones de monorafías se realizaron teniendo en cuenta una serie de necesidades como serían: obras de carácter general o de referencia, otras que tratasen los estudios de Prehistoria y Arqueología anteriores a la fundación del SIP y las que tratasen las últimos avances en la arqueología. 
De igual modo, desde un primer momento se planteó la necesidad de crear una red de intercambios de publicaciones, con el fin de aumentar el número de ejemplares y de dar a conocer las publicaciones propias de la institución. Inicialmente se pensaba realizar con el "Archivo de Prehistoria Levantino" si bien debido a las dificultades económicas del SIP, transcurrieron 16 años entre la publicación del primer y el segundo volumen; debido a ello, el intercambio bibliográfico se realizó con la Memoria Anual.

### Publicaciones
La vertiente de investigación y estudio del SIP debe materializarse en la difusión de estos resultados obtenidos por medio de sus publicaciones científicas, editándose la revista del SIP, Archivo de Prehistoria Levantina, y la serie de monografías Serie de Trabajos Varios, además de catálogos de exposiciones realizadas por el SIP, folletos, cuadernos de didáctica, monografías, etc.

## Salas de la primera planta
La exposición permanente se inicia con una sala dedicada a los inicios de la arqueología prehistórica en la Comunidad Valenciana, los trabajos realizados por Juan Vilanova y Piera en el siglo XIX y la recreación de una excavación arqueológica. Le sigue la sala II dedicada al Paleolítico Inferior y Medio (con industria lítica y fauna de la cueva de Bolomor, Pechina, El Salto y Cova Negra) y la sala III (Paleolítico Superior), con restos de Parpalló, Malladetes, Cova de les Cendres, Cueva del Volcán del Faro y la Ratlla del Bubo. 
Mención especial tiene la sala IV dedicada a albergar las plaquetas gravadas y pintadas de la Cueva de Parpalló, recorriendo desde el Auriñaciense hasta el Magdaleniense.
La sala V alberga el periodo conocido como Epipaleolítico, con las manifestaciones industriales y artísticas de los últimos cazadores-recolectores. Esta sala muestra ejemplos del utillaje microlítico y formas geométricas, característico de esta cronología: Cueva de la Cocina y Covacha de Llatas.
El Neolítico comienza en la sala VI, mostrando al visitante la aparición de una nueva cultura material en las tierras valencianas a partir del 5500 a. C. con dos elementos básicos: cerámica y piedra pulida. Yacimientos clave de este periodo, presentes en las vitrinas de la sala, son: Cova de l’Or (Beniarrés) y Cova de la Sarsa (Bocairente).
La sala VII constituye una síntesis de los tres estilos artísticos postpaleolíticos realizados sobre plaquetas, paredes de abrigos o cerámica: el Macroesquemático, el Levantino y el Esquemático. Se reproducen imágenes de las pinturas rupestres del Pla de Petracos (Castell de Castells), la Sarga (Alcoy), el Barranco de la Valltorta (Tírig, Albocácer y Cuevas de Vinromá), el Barranco de la Gasulla (Ares del Maestre) y las Cuevas de la Araña (Bicorp).
La siguiente sala (VIII) introduce en el Eneolítico, es decir, el inicio de la Edad de los Metales a partir del III milenio a. C. Las vitrinas de esta sala presentan nuevos materiales que dan testimonios de cambios sociales, económicos e ideológicos en el seno de estas sociedades, como en Ereta del Pedregal (Navarrés), la Rambla Castellarda (Liria) y Cueva de la Pastora (Alcoy), con la presencia de ídolos, casos de trepanación craneal, Vasos Campaniformes, puñales, hachas de cobre, etc.
Finalmente, la sala IX, última sala de la primera planta del museo, corresponde a la Cultura del Bronce Valenciano del II milenio a. C., con materiales de la Muntanyeta de Cabrera (Torrente), el Mas de Menente (Alcoy), la Mola Alta de Serelles (Alcoy), la Lloma de Betxí (Paterna) y la Montaña Asolada (Alcira).

### Vitrina de la industria lítica paleolítica: evolución y fabricación
En la sala II se encuentra una vitrina con gran contenido didáctico para el visitante al museo, donde se explica, a través de reproducciones experimentales y de una manera visual, las diferentes técnicas de fabricación de útiles líticos a lo largo del Paleolítico: desde las primeras herramientas del Homo Habilis hace 2,5 M.A. aproximadamente hasta el final del periodo paleolítico, en torno al 10 000 BP.
La vitrina se divide en 8 partes o técnicas de industria lítica: cantos tallados y talla poco elaborada del Paleolítico arcaico e inferior, la talla discoide, el bifaz, la talla Levallois característica del musteriense, la talla laminar del Paleolítico Superior, el retoque solutrense y, finalmente, la industria microlítica.
Es una vitrina muy explicativa por sí misma de la evolución de la tecnología en 2 millones de años, aportando una visión general sobre la misma y las implicaciones cognitivas que suponen.

### Información útil
- Horario del Museo: abierto todos los días, excepto lunes, de 10 a 20h., con entrada gratuita los sábados, domingos y festivos.
- Entrada general: 2€; Tarifa reducida (jubilados, estudiantes, familia numerosa...): 1€; Entrada gratuita para menores de 7 años, discapacitados, grupos escolares, desempleados y miembros de determinadas asociaciones culturales.
- 18 de mayo (Día Internacional de los Museos) entrada libre.
- Las actividades didácticas del museo se llevan a cabo de martes a viernes de 10 a 14h. y los martes y jueves de 16 a 18h.
- La biblioteca del SIP está abierta los martes y jueves de 8.30 a 18.30 y los lunes, miércoles y viernes de 8.30 a 14.30.